# Luuk Ransijn
Luuk Ransijn (Alkmaar, 2000) is een Nederlands cabaretier en muzikant.

## Biografie
Sinds 2018 vormt Ransijn met Twan Vet het kleinkunstduo Ransijn en Vet. 
In 2019 speelde Ransijn in het voorprogramma van Sara Kroos. In 2022 verscheen zijn ep 'Troost'. 
In 2021 kreeg Ransijn de Makersimpuls van de gemeente Alkmaar.
In 2023 won Ransijn de Wim Sonneveldprijs van het Amsterdams Kleinkunst Festival met de voorstelling 'Vacht'. De jury noemde hem een 'veelbelovend en authentiek cabarettalent, dat vanaf zijn opkomst het publiek voor zich weet in te nemen.'

## Discografie
- Overmorgen (kom je terug) (debuutsingle Ransijn en Vet, 2021)
- Troost (ep, 2022)